# Samotne noce
Samotne noce – dwudziesty drugi singel zespołu Lady Pank, został wydany na płycie CD. Singel ten promował studyjną płytę zespołu zatytułowaną Nasza reputacja. Autorem kompozycji, tak jak i tekstu, jest Jan Borysewicz, on też śpiewa w tym utworze.

## Skład zespołu
- Jan Borysewicz – gitara solowa, śpiew
- Kuba Jabłoński – perkusja
- Krzysztof Kieliszkiewicz – bas
- Andrzej Łabędzki – gitara